# Веллозиевые
Веллозиевые (лат. Velloziaceae) — семейство однодольных цветковых растений порядка Панданоцветные (Pandanales).

## Биологическое описание
Кустарники или травянистые растения. Листья у растений очередные, сидячие, простые. Цветки растений одиночные или собраны в соцветия. Тычинок 6 или от 18 до 66.

## Распространение
Виды семейства встречаются в тропических районах Южной Америки, в Африке, на Мадагаскаре, а также в Аравии и Китае.

## Таксономия
Семейство включает около 240 видов в 9 родах:
- Acanthochlamys P.C.Kao
- Barbacenia Vand. — Барбасения
- Barbaceniopsis L.B.Sm. — Барбасениопсис
- Burlemarxia N.L.Menezes & Semir
- Nanuza L.B.Sm. & Ayensu — Нануза
- Pleurostima Raf.
- Talbotia Balf. — Талботия
- Vellozia Vand. — Веллозия
- Xerophyta Juss. — Ксерофита